# Walter Pelletti
Walter Luis Pelletti Vezzoso (Fray Bentos, 31 maggio 1966) è un ex calciatore uruguaiano, di ruolo attaccante.

## Carriera

### Club
Ha militato nei campionati uruguaiano, cileno, spagnolo, argentino e algerino.

### Nazionale
Con la Nazionale uruguaiana ha preso parte alla Copa América 1987, vincendola, e all'edizione 1993.

## Palmarès

### Nazionale
- Coppa America: 1

Argentina 1987